# Betlem (l'Estany)

Betlem, respecte del terme de l'Estany

Betlem és una masia del terme municipal de l'Estany, a la comarca catalana del Moianès.
Està situada en el sector central del terme, al nord-est del nucli urbà de l'Estany. És a la dreta de la Riera de l'Estany, a ponent de la zona septentrional de la Serreta, al nord de les Saleres del Grau i al sud.est del Molí del Grau, a prop i a llevant del poble de l'Estany.